# Sopotot
Sopotot (bulgariska: Сопотот) är ett distrikt i Bulgarien.   Det ligger i kommunen Obsjtina Rudozem och regionen Smoljan, i den södra delen av landet, 190 km sydost om huvudstaden Sofia.
I omgivningarna runt Sopotot växer i huvudsak blandskog. Runt Sopotot är det ganska tätbefolkat, med 60 invånare per kvadratkilometer.